# Ivan Buljan
Ivan Buljan (* 11. Dezember 1949 in Runovići, Jugoslawien, heute Kroatien), auch Ivica Buljan, Spitzname Iko, ist ein ehemaliger kroatischer Fußballspieler. Er war ein Verteidiger mit Offensivdrang und gehörte zu der so genannten „goldenen Generation“ der 1970er Jahre des Vereins Hajduk Split.

## Karriere

### Verein
Ivan Buljan spielte in der Jugend bei NK Mračaj (Runovići) und wechselte dann 1967 in die erste jugoslawische Liga zu Hajduk Split, wo er drei Mal jugoslawischer Meister und vier Mal jugoslawischer Pokalsieger wurde. 1975 wurde er von der kroatischen Tageszeitung Večernji list zum Spieler des Jahres gewählt. Von 1977 bis 1981 war er beim Hamburger SV unter Vertrag, für den er in 103 Bundesligaspielen 22 Tore erzielte und 1979 den deutschen Meistertitel gewann. Danach spielte er ein Jahr bei New York Cosmos. Zur Saison 1983/84 schloss er sich dem Hamburger Oberligisten SV Lurup an. Er bestritt zwei Punktspiele für die Mannschaft, zog sich dann eine Adduktorenverletzung zu, ging nach Split zurück und kehrte zur Verwunderung der Luruper Verantwortlichen lange Zeit nicht zum Oberligisten zurück. Im weiteren Verlauf der Saison 1983/84 spielte er wieder für Lurup und nahm mit der Mannschaft an der Aufstiegsrunde zur 2. Bundesliga teil.

### Nationalmannschaft
Buljan spielte 36 Mal für die jugoslawische Fußballnationalmannschaft. Das erste Spiel absolvierte er am 26. September 1973 in Belgrad gegen Ungarn, das letzte am 29. November 1981 in Athen gegen Griechenland.
Er nahm an der Fußball-Weltmeisterschaft 1974 in Deutschland und an der Fußball-Europameisterschaft 1976 in Jugoslawien teil.

### Erfolge
- Europapokal der Landesmeister: Finalist 1980
- Jugoslawischer Meister: 1971, 1974 und 1975
- Jugoslawischer Pokalsieger: 1972, 1973, 1974 und 1976
- Deutscher Meister: 1979
- Jugoslawiens Fußballer des Jahres: 1975

## Nach der Karriere
Nach dem Ende der aktiven Laufbahn war Buljan Trainer von Hajduk, NK Imotski und NK Primorje Ajdovščina.
Bei Hajduk Split war er zudem Sportdirektor. Diese Funktion übte er zuletzt vom 25. Mai 2008 bis zum 21. August 2009 aus.